# Castelul Červená Lhota
Castelul Červená Lhota (germană: Rothlhotta) este un castel clădit în stilul Renașterii înconjurat de apă, fiind amintit pentru prima oară în anul 1465. In anul 1530 devine proprietatea lui „Jan Kába z Rybňan” care modifică fortăreața gotică „Nová Lhota” transormând-o în castel.
După „Bătălia de la Muntele Alb” Barbara Ruth care era protestantă pierde castelul în 1620  în favoarea generalului Balthasar de Maradas care-l va vinde comandantului de garinizoană „von Neuhaus” acesta moare în 1638.
Până în 1945 castelul aparține de Schönburger, care după război va fi confiscat deoarece proprietarul a fost simpatizant nazist.